# چارلی سینیور
چارلی سینیور (انگلیسی: Charlie Senior؛ زادهٔ ۲۰ نوامبر ۲۰۰۱) بوکسور اهل استرالیا است.